# Plusiopalpa hildebrandti
Plusiopalpa hildebrandti är en fjärilsart som beskrevs av Saalmüller. Plusiopalpa hildebrandti ingår i släktet Plusiopalpa och familjen nattflyn. Inga underarter finns listade i Catalogue of Life.